# 真弘蓮
真弘 蓮（まひろ れん、9月19日 - ）は、宝塚歌劇団月組に所属する男役。
北海道苫小牧市、苫小牧東高校出身。身長168cm。愛称は「オラフ」、「ろーれん」。

## 来歴
2016年4月、宝塚音楽学校入学。
2018年4月、宝塚歌劇団に104期生として入団。入団時の成績は3番。星組宝塚大劇場公演『ANOTHER WORLD／Killer Rouge』で初舞台。その後、月組に配属。

## 主な舞台

### 初舞台
- 2018年4月～6月、 『ANOTHER WORLD／Killer Rouge』（宝塚大劇場のみ）

### 月組時代
- 2018年7月、『愛聖女（サントダムール）－Sainte♡d’Amour－』（バウホール）
- 2018年8月 - 11月、『エリザベート -愛と死の輪舞-』新人公演：黒天使
- 2019年1月、『ON THE TOWN』（東京国際フォーラム）
- 2019年3月 - 6月、 『夢現無双　-吉川英治原作「宮本武蔵」より-／クルンテープ　天使の都』新人公演：村田与三（本役：英かおと）
- 2019年7 - 8月、『チェ・ゲバラ』（日本青年館・ドラマシティ） - ラウル・カストロ
- 2019年10 - 12月、『I AM FROM AUSTRIA-故郷（ふるさと）は甘き調（しら）べ-』
- 2020年2月、『赤と黒』（御園座） - 貴族男
- 2020年9 - 2021年1月、『WELCOME TO TAKARAZUKA-雪と月と花と-』『ピガール狂騒曲』
- 2021年3月、『幽霊刑事（デカ）〜サヨナラする、その前に〜』（バウホール）
- 2021年5 - 8月、『桜嵐記（おうらんき）』 - 新人公演：後醍醐天皇（本役：一樹千尋）『Dream Chaser』
- 2021年10月、『LOVE AND ALL THAT JAZZ』（バウホール） - フィル／ペーター
- 2022年1 - 3月、『今夜、ロマンス劇場で』 - 四ツ池【助監督】、新人公演：山中伸太郎（本役：風間柚乃）『FULL SWING!』
- 2022年5月、『Rain on Neptune』（舞浜アンフィシアター） - アクアマリン
- 2022年7 - 8月、『グレート・ギャツビー』（宝塚大劇場） - ドン
- 2022年9 - 10月、『グレート・ギャツビー』（東京宝塚劇場） - クラブシンガー、新人公演：ジョージ・ウィルソン（本役：光月るう）
- 2022年11 - 12月、『ELPIDIO（エルピディイオ）』（KAAT神奈川芸術劇場・ドラマシティ） - セサル
- 2023年2 - 4月、『応天の門』 - 是則、新人公演：國道（本役：蓮つかさ）、吉祥丸（本役：瑠皇りあ）『Deep Sea-海神たちのカルナバル-』
- 2023年6月、『月の燈影（ほかげ）』（宝塚バウホール） - 伊七
- 2023年8 - 9月、『フリューゲル-君がくれた翼-』 - 記者、新人公演：フランツ・クライン（本役：夢奈瑠音）『万華鏡百景色（ばんかきょうひゃくげしき）』（宝塚大劇場）
- 2023年10 - 11月、『フリューゲル-君がくれた翼-』 - 記者『万華鏡百景色（ばんかきょうひゃくげしき）』（東京宝塚劇場）
- 2024年1 - 2月、『Golden Dead Schiele』（宝塚バウホール） - エーリヒ・レーデラー
- 2024年3 - 5月、『Eternal Voice 消え残る想い』 - 競売人『Grande TAKARAZUKA 110!』（宝塚大劇場）
- 2024年6 - 7月、『Eternal Voice 消え残る想い』 - 競売人、新人公演：ジェームズ（本役：凛城きら）『Grande TAKARAZUKA 110!』（東京宝塚劇場）
- 2024年8 - 9月、『BLUFF（ブラフ）』（プレイハウス・バウホール） - コステロ
- 2025年4 - 5月、『花の業平／PHOENIX RISING』（全国ツアー） - 藤原国経
- 2025年7 - 11月、『GUYS AND DOLLS』 - リバー・リップス・ルイ

## 出演イベント
- 2018年12月、タカラヅカスペシャル2018『Say!Hey!Show Up!!』[2]